# Simpson Horror Show XX
 (janvier 2021).
Si vous disposez d'ouvrages ou d'articles de référence ou si vous connaissez des sites web de qualité traitant du thème abordé ici, merci de compléter l'article en donnant les références utiles à sa vérifiabilité et en les liant à la section « Notes et références ».
Le Simpson Horror Show XX ou Spécial d’Halloween XX (au Québec) (Treehouse of Horror XX) est le 4e épisode de la saison 21 de la série télévisée d'animation Les Simpson.

## Synopsis

### Dial M for Murder Or Press # to Return to Main Menu
Dans un style de film noir et blanc, Lisa Simpson se fait envoyer en détention par son enseignante Elizabeth Hoover pour manque de respect à la classe. Elle y rencontrera Bart Simpson qui l'aidera à se venger en tuant son professeur. Mais Lisa, comme retour de service, doit tuer l'enseignante de Bart, Edna Krapabelle. Elle s'essayera une fois et elle rate son coup. Bart va tout lui expliquer. Après la conversation, Lisa refuse et montre son côté obscur en essayant de tuer Bart pour éviter d'autres meurtres. Une longue poursuite s'entame entre les deux personnages. L'histoire se termine avec Bart qui se fait tuer accidentellement par Lisa, d'une façon ironique.

### Don't Have a Cow, Mankind!
Cette histoire commence quand Kent Brockman mordit à pleines dents dans le nouveau burger du Krusty Burger, et devient un zombie. Il mord les gens et la contamination agit. Toute la ville est contaminée, résumé après 28 jours. Il ne reste que peu de survivants (il y a bien sûr la famille Simpson parmi eux) et ils cherchent un moyen d'arrêter la catastrophe (clin d'œil au film 28 Jours plus tard).

### There's No Business Like Moe Business
Dans une interprétation à la Broadway, Moe Szyslak est triste de ne pas avoir de petite amie, mais est jaloux quand il voit Homer et Marge ensemble. Quand par accident, Homer tombe et se fait empaler par les tuyaux de la machine à bière de Moe, son sang coule à flots. Le sang s'introduit dans la machine et devient l'ingrédient secret du nouveau breuvage de Moe... À la suite de la disparition d'Homer, Marge se rapproche de plus en plus de Moe. Alors que ce dernier boit avec Marge son nouveau breuvage, Homer apparaît miraculeusement en vie, mais entièrement recouvert de sang.

## Audience américaine
L'épisode a attiré lors de sa première diffusion 8,59 millions de téléspectateurs.